# Hesquiat Peninsula Park
Hesquiat Peninsula Park är en park i Kanada.   Den ligger i Regional District of Alberni-Clayoquot och provinsen British Columbia, i den sydvästra delen av landet, 3 800 km väster om huvudstaden Ottawa. Hesquiat Peninsula Park ligger 29 meter över havet.
Terrängen runt Hesquiat Peninsula Park är platt söderut, men åt nordost är den kuperad. Havet är nära Hesquiat Peninsula Park åt sydväst.Trakten är glest befolkad. 